# Arturo Salazar (squash)
« Arturo Salazar » redirige ici. Ne pas confondre avec Arturo Salazar Valencia.
Pour les articles homonymes, voir Salazar.
Arturo Salazar, né le 3 janvier 1988 à San Luis Potosí, est un joueur professionnel de squash représentant le Mexique. Il atteint en janvier 2011 la 36e place mondiale sur le circuit international, son meilleur classement.
Il est médaille d'or par équipes et médaille de bronze en individuel aux Jeux panaméricains de 2011.
Son frère jumeau César Salazar est aussi joueur professionnel de squash.

## Palmarès

### Titres
- Torneo Internacional PSA Sporta : 2 titres (2010, 2011)

### Finales
- Torneo Internacional PSA Sporta : 2012